# Transparify
Transparify è un'iniziativa che fornisce una valutazione globale della trasparenza finanziaria dei principali gruppi di riflessione politici.
L'organizzazione ha sede in Georgia (USA) ed è qualificata come ente senza scopo di lucro. È finanziata dalla Open Society Foundations del filantropo ungherese George Soros.

## Valutazioni
L'analisi prende in considerazione la composizione qualitativa e quantitativa delle entrate e della spesa dei vari think tank politici, con particolare riguardo alla pubblicazione dei nominativi dei donatori e delle somme ricevute, nonché al costo effettivo dei progetti finanziati.
Nel 2014 e 2015 sono stati esaminati 169 think tank appartenenti a 47 Paesi. Nel 2014, ventuno centri hanno ricevuto la massima valutazione (cinque stelle) e altri 14 hanno ricevuto una valutazione a quattro stelle. Nel 2015, i centri del Regno Unito hanno evidenziato una trasparenza finanziaria inferiore alla media europea, con una valutazione negativa a carico dell'International Institute for Strategic Studies, dell'Institute of Economic Affairs e di LSE IDEAS. Quest'ultimo ha replicato che i dati erano stati resi disponibili nella pagina principale del proprio sito.

## Who Funds You?
Dal giugno 2012 fino al 2019, un servizio simile era svolto nel Regno Unito dalla pubblicazione gratuita del rapporto annuale Who Funds You? Tale rapporto era preparato da una rete di volontari e prendeva in esame i nominativi delle persone fisiche e giuridiche, l'ammontare delle singole donazioni e la diffusione online di un rendiconto finanziario di dettaglio.